# Jan Pieterszoon Sweelinck
Jan Pieterszoon Sweelinck (Deventer, travanj ili svibanj, 1562. – Amsterdam, 16. listopada 1621.) bio je nizozemski skladatelj, orguljaš i pedagog čiji je rad obuhvaćao kraj renesanse i početak baroknog razdoblja. Bio je među prvim velikim europskim skladateljima klavijatura, a njegov rad kao učitelja pomogao je u uspostavljanju sjevernonjemačke tradicije sviranja orgulja.
Sweelinck je rođen u Deventeru u Nizozemskoj u travnju ili svibnju 1562. Bio je najstariji sin orguljaša Petera (ili Pietera ) Swybbertszoona i Elske Jansdochter Sweeling.